# Ciclo do cacau
O ciclo do cacau foi um período da história econômica do Brasil em que o país permaneceu entre a primeira e segunda posição na produção mundial de cacau.
O primeiro ciclo do cacau ocorreu simultaneamente ao ciclo da borracha, que trazia riqueza à região amazônica. Porém, enquanto o Brasil era o maior e quase exclusivo produtor de borracha, o cacau era cultivado em muitos outros lugares do globo. Essas regiões produziam cacau em quantidades semelhantes. Enquanto esse equilíbrio perdurou, a Bahia pôde desfrutar de um período de prosperidade. Este equilíbrio, contudo, foi quebrado pelos ingleses, que instalaram enormes plantações na Costa do Ouro, na África. Pouco a pouco, essa produção foi tomando conta do mercado mundial, enfraquecendo o ciclo do cacau na Bahia e levando-o a um forte declínio.
Mais tarde programas governamentais fizeram a produção crescer novamente, gerando um segundo ciclo exportador, mas outras crises levaram a novo declínio. Em 2021 o país era o sétimo produtor mundial, com cerca de 260 mil toneladas anuais. Tematizado por Jorge Amado, Adonias Filho e muitos outros escritores, o ciclo do cacau criou uma rica e persistente tradição no imaginário cultural regionalista e consolidou um lugar na literatura brasileira.

## História

### Antecedentes

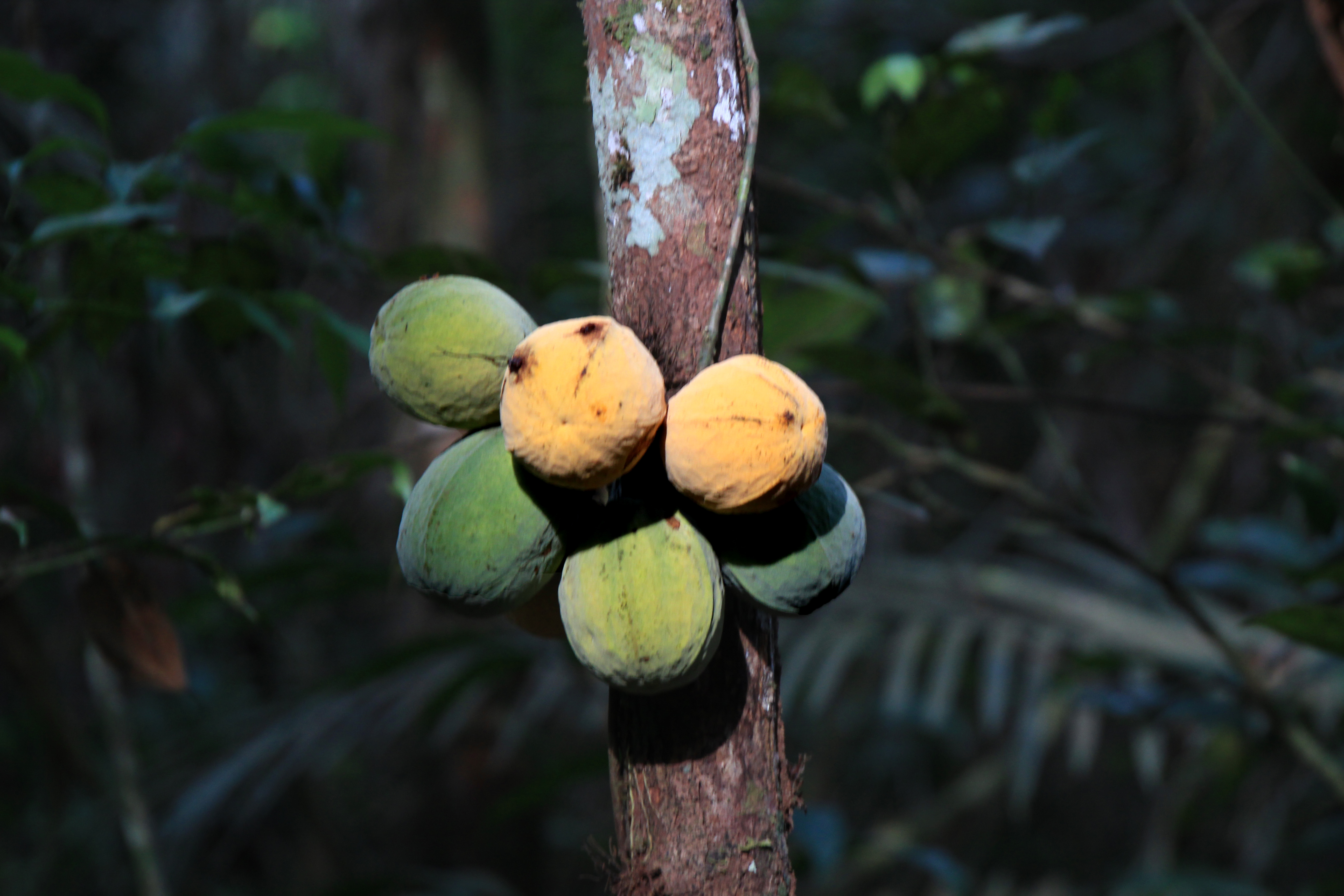
Cacau selvagem na Floresta Nacional do Tapajós

O cacau é originário da bacia hidrográfica do rio Amazonas. Em 1641 o jesuíta Cristóbal Acuña observou, referindo-se à madeira, ao cacau, ao tabaco e à cana-de-açúcar: 
"Há neste grande rio das Amazonas quatro coisas que, se bem cultivadas, serão sem dúvidas suficientes para enriquecer não apenas um, mas muitos reinados", e falando especificamente do cacau, disse que "beneficiado, ele se torna de tanto proveito, que cada cacaueiro pode render, anualmente, oito reais de prata, livres de quaisquer despesas. E bem se pode ver com quão pouco trabalho se cultivariam tais plantas neste rio, pois, sem nenhum artifício, a natureza sozinha as enche de abundantes frutos".
Em 1681 o governo português isentou de impostos a exportação, mas só no início do século XVIII elas se tornaram dominantes na economia regional. O cacau foi a primeira atividade de grande importância econômica da Amazônia, e sua produção permaneceu em alta até ser suplantada pela Bahia. Contudo, nesta época era uma atividade essencialmente extrativa, colhendo o cacau em estado selvagem, e não um sistema organizado de plantações. Em 1655, há a primeira referência da presença de cacau no sul baiano.
Em 1746, um colonizador francês que vivia no Pará, Luiz Frederico Warneau, enviou algumas sementes da variedade “Forastero” (do grupo Amelonado) ao fazendeiro baiano Antônio Dias Ribeiro, que as semeou no município de Canavieiras. Em 1752 as primeiras sementes foram plantadas em Ilhéus. Ali se adaptou ao clima quente e úmido, parecido com o do seu habitat natural, encontrando a sombra oferecida pelas árvores de maior estatura da Mata Atlântica para sobreviver.
O cacau então era imaginado como uma alternativa de criação de renda de exportação numa época em que a lavoura canavieira estava em crise, mas ainda não havia conhecimento técnico para fomentar a produção com eficiência. O início do plantio comercial do cacau se deu na década de 1830 e se desenvolveu ao longo do século XIX, tornando-se um fator de desenvolvimento econômico em uma região ainda pouco dinâmica.

### Primeiro ciclo

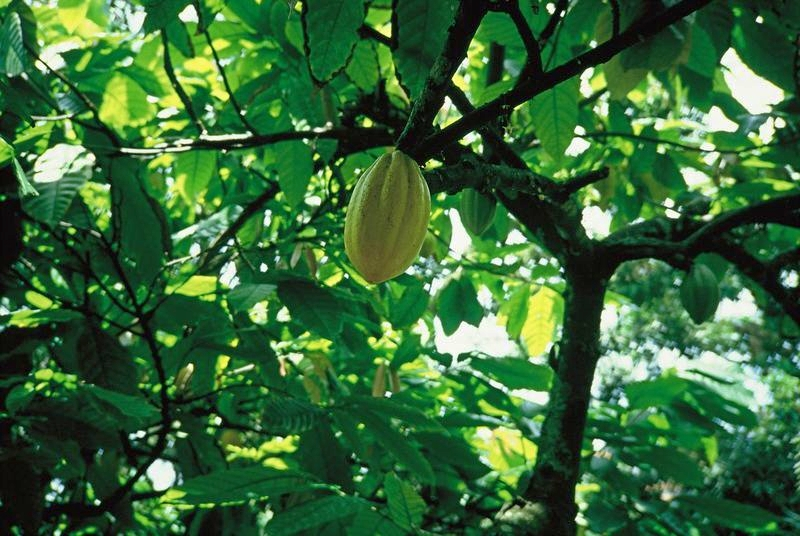
Plantação de cacau em Ilhéus

A Bahia permaneceu em posição secundária em relação às outras regiões produtoras até a década de 1890, quando passa a assumir a primazia, produzindo mais de 3,5 mil toneladas. A partir desta data o Brasil ganha destaque no mercado mundial e inicia efetivamente o primeiro grande ciclo de exportação. Em 1895 o sul baiano já exportava 112 mil sacas. Sendo exportado para os Estados Unidos e Europa, tornou-se o principal produto da base econômica e de exportação do sul da Bahia.
O Brasil ocupou o posto de maior produtor mundial a partir de 1901 até meados da década de 1920, período em que no sul baiano formou-se uma cultura própria, marcada pela luta por terras, pelos jagunços e pelo luxo dos coronéis do cacau. A perspectiva de riqueza determinou a chegada de muitos imigrantes de outras regiões da Bahia e de Sergipe, acentuando o povoamento da área.
Nesta época, começaram a construção de belos edifícios públicos, como o Palácio do Paranaguá, que abriga até hoje a Prefeitura, e a sede da Associação Comercial de Ilhéus; belas casas, como a do coronel Misael Tavares e a da família Berbert, uma cópia do Palácio do Catete no Rio de Janeiro, e muitos outros.

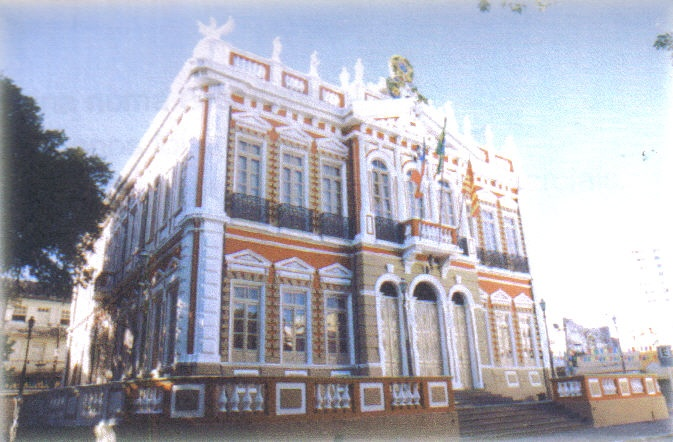
Palácio Paranaguá.

Na década de 1920, Ilhéus fervilhava de pessoas, de dinheiro, de luxo e riqueza. Neste período, foi construído o prédio do Ilhéos Hotel o primeiro edifício  no interior do Nordeste com elevador, uma obra ainda hoje imponente, e o Teatro Municipal, considerado, na época, um dos mais bem aparelhados do interior do Nordeste e fora das capitais. Os indivíduos de maior poder aquisitivo eram atentos aos costumes e modas requintados da Capital Federal, a cidade do Rio de Janeiro, e também aos praticados na Europa. Tudo vinha da Europa em navios.
Neste período, a exportação de cacau era realizada pelo porto de Salvador, acarretando problemas como dificuldade no embarque, perdas na qualidade e no peso do produto. Em 1924, os cacauicultores iniciaram, com recursos próprios, a construção do porto de Ilhéus, e a exportação do cacau começou a ser realizada na cidade, trazendo com isso a presença de estrangeiros e um intercâmbio cultural com países da Europa. Nesta época, vinham dançarinas, mágicos e também aventureiros para divertir as pessoas que possuíam dinheiro.
A riqueza derivada do ciclo do cacau impulsionou a elevação da Vila de Ilhéus à categoria de cidade e assegurou que ela se tornasse uma das mais importantes cidades baianas. Ilhéus não apenas escoava a produção regional, mas era nesta altura o maior produtor de cacau do estado, além de desencadear a formação de diversas outras cidades cacaueiras no entorno, que contribuíram para firmar o produto no cenário econômico da Bahia e do Brasil.
A produção de cacau começou a ficar em segundo plano após os ingleses começarem a plantar o cacau na Costa do Ouro, no oeste da África. Essa produção acabou por enfraquecer as regiões produtoras da cacau no Brasil:
É verdade que o Brasil seguiu aumentando as suas produções [depois do desenvolvimento do cacau na Costa do Ouro]: em valor aproximado, 21.000 toneladas em  1905, 45.000 em 1915, 64.500 em 1925. Mas tais aumentos se mostravam desprezíveis diante do valor da produção da colônia inglesa. Apenas para termos uma ideia, já durante a segunda república, em 1935, produzimos 100.000 toneladas, contra 260.000 da Costa do Ouro. Mantivemos o segundo lugar mundial, mas um segundo lugar bem medíocre, bem distanciado.

### Segundo ciclo
Até o fim da década de 1920 a economia cacaueira não teve nenhuma regulamentação ou proteção estatal. Esta inicia com a fundação em 1931 do Instituto de Cacau da Bahia (ICB), iniciando o chamado "segundo ciclo", que perduraria até 1957, quando ocorreu nova crise.
No contexto da crise econômica de 1929, o ICB surgia com o objetivo de financiamento e fomento da comercialização do cacau. Sua primeira década de atividade foi muito bem sucedida, registrando-se um aumento de mais de 100% na produção através da expansão da área cultivada e atendendo aos principais problemas da cultura: transporte, comercialização e financiamento. No início da década de 1940 a cultura estava novamente consolidada.
Apesar das dificuldades encontradas nas décadas seguintes, entre elas queda dos preços internacionais, pragas e secas, o cacau permaneceu sendo um importante gerador de divisas para o país. Somente entre 1953 e 1960 as exportações baianas geraram cerca de 104 milhões de dólares, constituindo a segunda maior receita da agenda de exportação brasileira. Porém, como subproduto de uma economia de monocultura, segundo Franco et alii a região experimentava "todas as consequências dessa condição: dependência do mercado externo, importação dos produtos de primeira necessidade, burguesia dominante, exploração da mão de obra dos trabalhadores rurais e desníveis sociais marcantes".
Neste meio tempo o ICB entrava em decadência como órgão regulador e fomentador. Desde 1941 transformado em autarquia estadual, mergulhava em disputas políticas, sofria com falta de recursos e perdia credibilidade. Para agravar a situação, em 1957 uma nova crise abateu a produtividade e os preços internacionais. Segundo Franco et alii, "os produtores estavam empobrecidos, endividados e desiludidos, pensando ser o fim do ciclo do cacau". A criação da Comissão Executiva do Plano da Lavoura Cacaueira (CEPLAC) neste mesmo ano, uma instituição pública de pesquisa vinculada ao Ministério da Agricultura, foi uma intervenção emergencial do governo federal. Ao mesmo tempo o governo determinava a atuação direta da Carteira de Comércio Exterior do Banco do Brasil nas operações de comércio de cacau.

### Controle federal
Os produtores baianos resistiram à intervenção federal e continuaram vendo o ICB como a única instância legítima representativa do setor. Em 1961 o governo federal reforçou o papel de comando da CEPLAC ao criar uma taxa de retenção cambial. A partir daí a CEPLAC se consolidaria com um plano organizado de atuação, um corpo de funcionários efetivos e uma base financeira estável. Em 1962, vinculado à CEPLAC, surge o Centro de Pesquisas do Cacau (CEPEC). Em 1964 é criado o Departamento de Extensão Rural e, em 1965, a Escola Técnica. Assim o CEPLAC assumia um papel de primeiro plano na pesquisa científica, criação de novas técnicas e tecnologias, disseminação de conhecimento e modernização do sistema de produção. Os produtores também foram beneficiados com a criação em 1965 do Sistema Nacional de Crédito Rural, oferecendo grande volume de financiamento, taxas de juros negativas e prazos de pagamento elásticos.

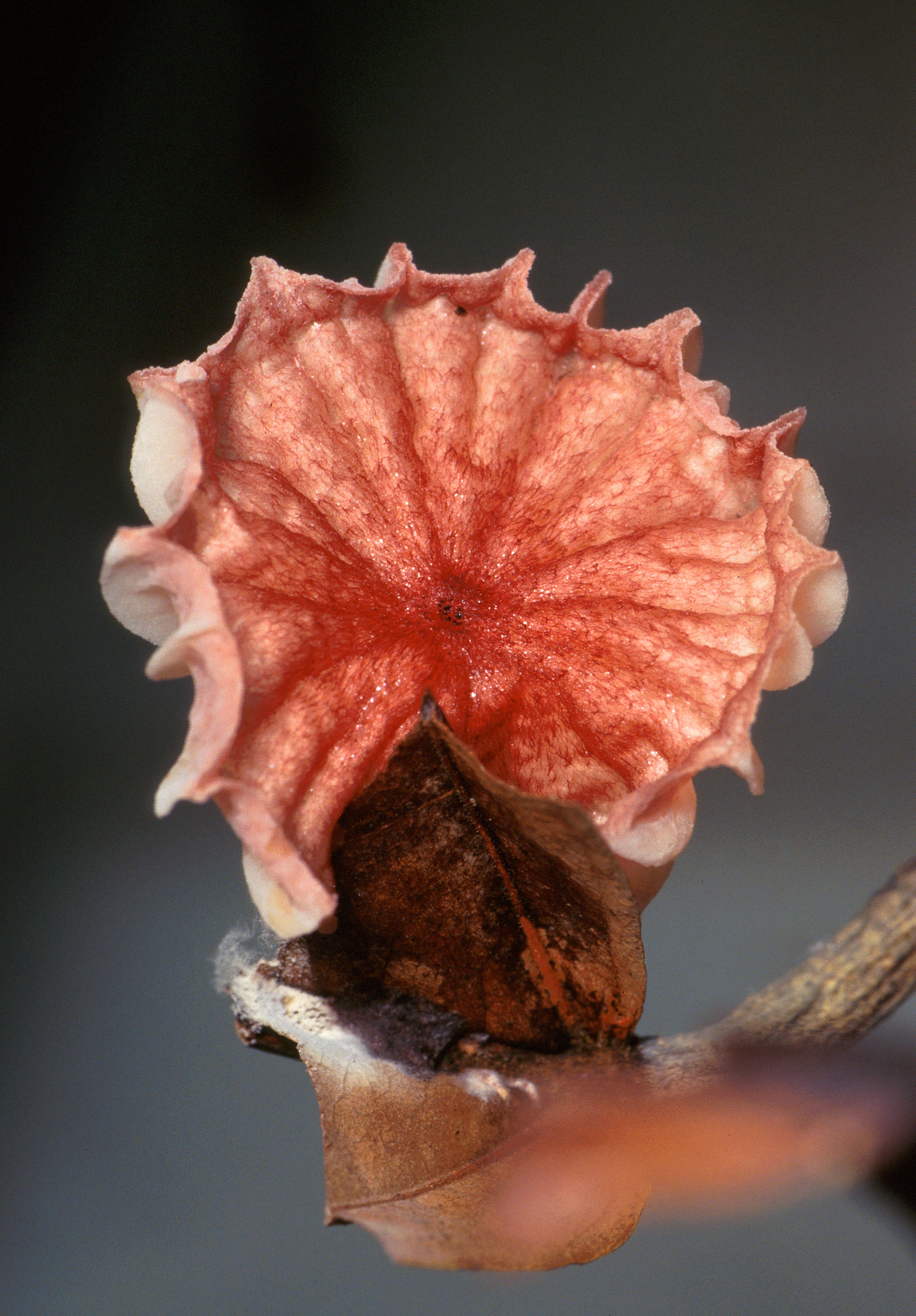
A vassoura-de-bruxa

Na década de 1970 o governo deu novos incentivos à exportação, e em 1976 criou o Programa e Diretrizes para Expansão da Cacauicultura (PROCACAU), objetivando revitalizar 150 mil hectares de plantações decadentes e criar 300 mil hectares de novas áreas produtoras em outros estados. Entre 1977 e 1979 o cacau gerou cerca de 2,4 bilhões de dólares. Mais de 400 mil toneladas de amêndoas foram colhidas no país na safra recorde de 1984/1985 e foi gerada uma receita cambial de US$ 1 bilhão.
Em 1989 outra crise iniciou com a chegada da praga "vassoura-de-bruxa", endêmica no continente, um fungo que ataca as folhas das árvores e leva a uma queda na produção, que diminuiu de 400 mil toneladas para 98 mil toneladas em 2000, ficando atrás da produção amazônica. O resultado da praga foi o desemprego de cerca de 200 mil pessoas, êxodo rural, degradação dos recursos naturais, desvalorização das terras, endividamento dos produtores e empobrecimento da população. A CEPLAC promoveu estratégias baseadas em 4 tipos de controle da praga. No controle genético, as plantas clonadas são mais resistentes à vassoura-de-bruxa. Especialistas indicavam que a baixa variabilidade genética das árvores tornou-as vulneráveis à praga.
Também surgiram outras pragas: o "mal do facão", causado pelo fungo Ceratocystis cacaofunesta, o ácaro da gema e a "podridão parda", causada pelo fungo Phytophthora palmivora, que ataca os frutos. A situação da lavoura se tornou crítica, piorada com a grande expansão da cacauicultura na Ásia e grande queda nos preços internacionais.
A recuperação da última crise tem sido difícil, e a Amazônia assumiu a liderança produzindo 53,2% do cacau brasileiro. Em virtude das pragas e outros problemas, em 2020 a produtividade por hectare do Nordeste era a mais baixa de todas as regiões produtoras, que atualmente incluem o Centro-Oeste e pequenas áreas no norte de Minas Gerais e Espírito Santo. Somando-se a produção total, em 2020 o Brasil era o sétimo produtor mundial, com 265 mil toneladas, abastecendo principalmente o mercado interno, sendo que 72,5 mil toneladas eram destinadas à exportação. Em 2021 o Ministério da Agricultura anunciou um programa para ampliar em 60 mil toneladas a produção brasileira num prazo de quatro anos.

## Representações culturais

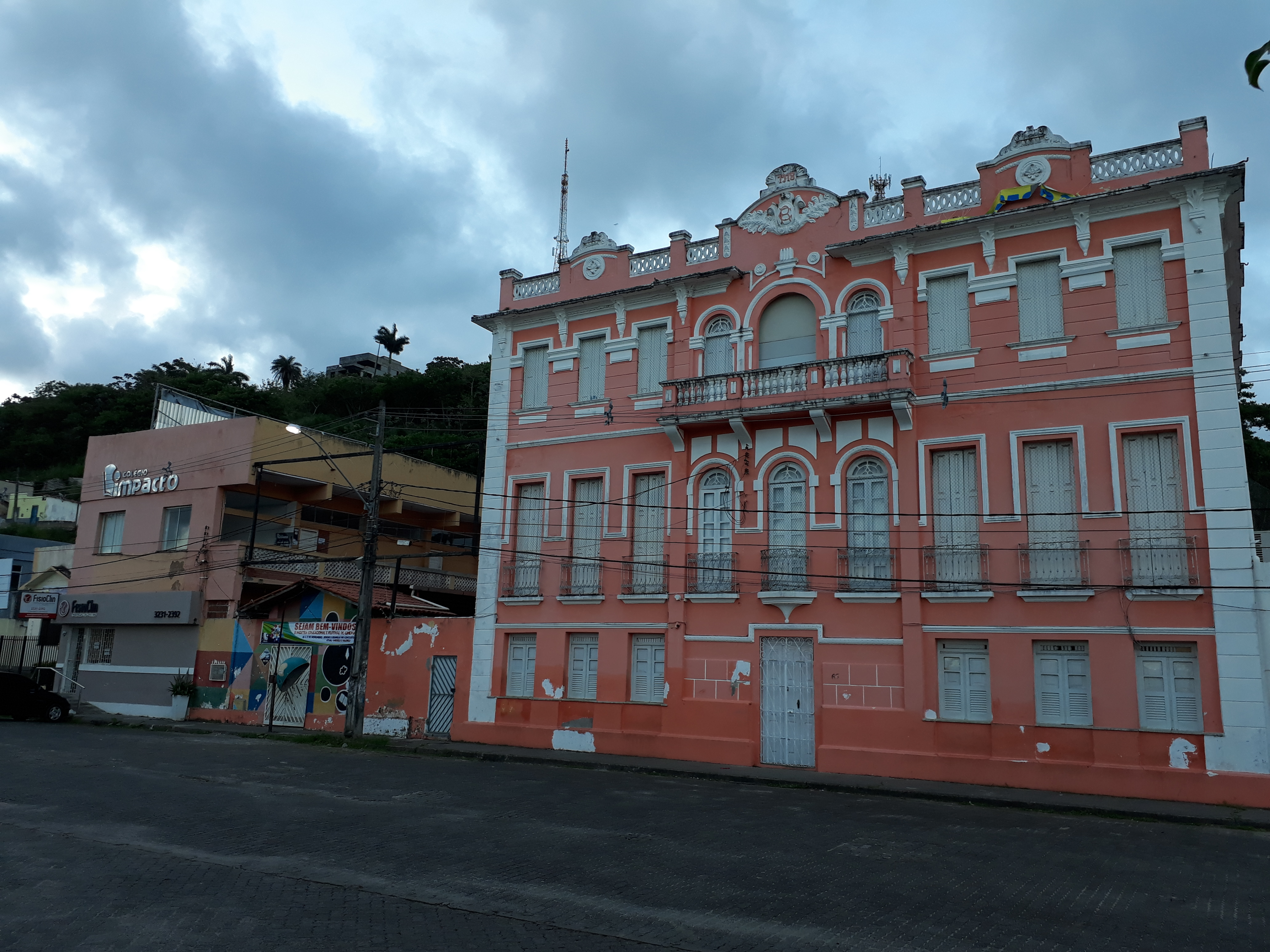
Palacete do coronel Berbert, atualmente ocupado pelo Colégio Impacto

O escritor Jorge Amado foi o principal narrador da literatura da zona do cacau, pano de fundo da infância do autor. Com as obras Cacau (1932), Terras do Sem-Fim (1942), São Jorge dos Ilhéus (1944) e Gabriela, Cravo e Canela (1958), onde enfocava principalmente as lutas pelo poder dos "coronéis do cacau" e o cacau como referente originador de dramas, de todo um imaginário cultural e de um contexto social injusto e violento, Amado foi o responsável pela introdução da temática do ciclo do cacau na literatura regionalista brasileira de prosa e poesia. Jorge Medauar, Telmo Padilha, Florisvaldo Matos, Plínio Aguiar, Cyro de Mattos, Adonias Filho e outros, também trabalharam com esta temática em variadas abordagens.
Obras como Terras do Sem-Fim (1943) e Gabriela Cravo e Canela (1958) foram adaptadas como novelas para a televisão. A novela Renascer (1993) também abordou a cultura do cacau.